# 新柳比夫卡
49°9′18″N 37°56′58″E / 49.15500°N 37.94944°E
新柳比夫卡（烏克蘭語：Новолюбівка）是位於烏克蘭東部的村莊，由盧甘斯克州斯瓦托韋區的克拉斯諾里琴斯凱市鎮負責管轄。該村始建於1750年，面積0.51平方公里，海拔高度79米，2024年人口10。